# Pierre Caze
Pour les articles homonymes, voir Caze.
Pierre Caze (Bordeaux, 24 septembre 1767 - Latresne, 30 août 1849) est un auteur et littérateur français, premier sous-préfet de Bergerac sous l'Empire. Il demeure essentiellement connu pour sa thèse « bâtardisante » relative à Jeanne d'Arc, qu'il présente comme une prétendue princesse de sang royal.

## La thèse «bâtardisante» de Jeanne d'Arc
En 1802 Caze écrit une pièce de théâtre en cinq actes, La Mort de Jeanne d'Arc, qu'il tente de faire monter sans succès à la Comédie-Française. La tragédie présente Jeanne comme la fille adultérine d'Isabeau de Bavière et de Louis d'Orléans, frère du roi Charles VI. L'auteur soutient donc que Jeanne d'Arc aurait été la demi-sœur de Charles VII.
Sans doute en réponse à deux critiques de sa thèse, Pierre Caze développe son argumentation en 1819 dans La Vérité sur Jeanne d’Arc ou Éclaircissements sur son origine en établissant un lien entre Jeanne d'Arc et Jeanne des Armoises.
Cette thèse est adoptée trois ans plus tard par la romancière Augustine Gottis dans Jeanne d'Arc, ou l'Héroïne française,.
Ce thème est par la suite repris au XXe siècle par Jean Jacoby en 1932, puis Pesme en 1960, enfin récemment par le journaliste Marcel Gay et Roger Senzig en 2007.
Les historiens médiévistes spécialistes de Jeanne d'Arc, tels Colette Beaune, Philippe Contamine et Olivier Bouzy, contestent cette théorie qui ne s'appuie sur aucune archive.

## Liste des œuvres
- Comparaison des Constitutions de la Grande-Bretagne et de la France, 1792
- Supplément aux "Considérations" du Mallet Du Pan sur la révolution, 1794
- Essai sur la décomposition de la pensée, 1804
- La mort de Jeanne d'Arc, ou la Pucelle d'Orléans, tragédie en cinq actes et en vers, 1805
- La Vérité sur Jeanne d'Arc, ou Éclaircissemens sur son origine, 1819
- Essai de philosophie religieuse sur les monumens astronomiques des Anciens, et sur la concordance intime du zodiaque avec la théologie sacrée, 1829
- Essai de philosophie religieuse sur l'état social et politique de la France, 1830
- Essai de philosophie religieuse sur la superstition, 1831
- Esquisses d'un système de versification assujetti, quoique libre, à un rhythme déterminé, 1842
- Les Captifs de Babylone (cinquième essai de philosophie religieuse), 1845